# وادیم آلکسیوسکی
وادیم وسِولودوُیچ آلکسیوسکی (ارمنی: Վադիմ Վսեվոլոդովիչ Ալեքսեևսկի؛  زادهٔ ۱۹۱۷ - درگذشته ۱۲ فوریهٔ ۲۰۰۵) یک دانشمند و مهندس اهل ارمنستان بود.

## زندگی‌نامه
در ۱۹۱۷ در خارکوف به دنیا آمد و از انستیتو مهندسی برق مسکو فارغ‌التحصیل شد.  وی عضو مکاتبه‌ای فرهنگستان ملی علوم ارمنستان (۱۹۶۰) بود. وی همچنین برنده دانشمند شایسته ارمنستان شوروی (۱۹۶۷)، جایزه دولتی ارمنستان شوروی، نشان لنین و نشان انقلاب اکتبر شده است. وی در ۱۲ فوریهٔ ۲۰۰۵ در سن ۸۸ سالگی در ایروان درگذشت.

## یادداشت
1. ↑  Խարկովի նահանգ
2. ↑  տեխնիկական գիտությունների դոկտոր
3. ↑  Մոսկվայի էներգետիկայի ինստիտուտ